# Vier gegen Willi

Eintrittskarte zur ersten Sendung am 25. September 1986

Vier gegen Willi, auch 4 gegen Willi war eine deutsch-österreichische Fernsehshow, die zwischen dem 11. Oktober 1986 und 1989 als Samstagabendshow in der ARD lief. In der Sendung spielten zwei Familien gegeneinander um einen Geldgewinn. Moderiert wurde die Sendung von Mike Krüger. Insgesamt wurden 13 Ausgaben produziert, wobei in der letzten Sendung zwei Fernsehfamilien gegeneinander antraten, nämlich die Familie Rombach aus Forsthaus Falkenau gegen die Beimers aus der Lindenstraße. Titelgebend für die Sendung war der Goldhamster Willi, der als Maskottchen der Sendung diente. Es handelte sich dabei sowohl um ein lebendes Tier als auch um eine Zeichentrickfigur.

## Unterhaltungskonzept

### Handlungsplot der Show
Je Show traten immer zwei Familien gegeneinander an, um im Wettstreit diverse Aufgaben zu meistern. In den ersten Folgen brachten die Familien ihre komplette Wohnzimmereinrichtung, die in die Spielkonzeptionen einbezogen war, mit in die Halle. Nach etwa der Hälfte der produzierten Shows wurde diese Art des Bühnenbildes jedoch aufgegeben.
Für jedes Spiel konnten die Kandidaten zwischen drei Schwierigkeitsgraden wählen. Je mehr sie sich zutrauten, umso mehr Sekunden konnten sie für das Endspiel sammeln. Gewann ein Kandidat ein Spiel mit dem Schwierigkeitsgrad drei, so wurden ihm 30 Sekunden, ansonsten nur 20 bzw. zehn Sekunden gutgeschrieben. Im Finale musste dann ein Mitglied jeder Familie den virtuellen Willi auf der großen Videoleinwand einfangen. Die Steuerung dieses Videospiels erfolgte mittels eines futuristisch anmutenden goldenen Anzugs, der an den Oberarmen sowie an Stirn und Gesäß Sensoren besaß. Durch Handschläge auf diese Stellen konnte der Cursor auf der Leinwand bewegt werden, um Willi zu fangen.
Wie damals üblich gab es auch immer eine musikalische Unterbrechung, so spielte z. B. am 15. November 1986 die britische Popband Duran Duran ihren Hit "Notorious".
In späteren Sendungen wurde das Konzept, Sekunden zu sammeln, entfernt. Stattdessen mussten die Kandidaten für die Spiele wie gehabt einen der drei zur Verfügung stehenden Schwierigkeitsgrade wählen, welcher ebenfalls Stufen auf der Gewinnleiter gab. Je höher dieser war, desto mehr Geld konnte insgesamt gewonnen werden. Der Schwierigkeitsgrad veränderte dabei entweder die Zeit, die man für ein Spiel hatte, oder die Konditionen, die zum Gewinnen notwendig waren. Wurde dabei ein Schwierigkeitsgrad oder Platz des gegnerischen Teams gewählt und das Spiel gewonnen, so fiel dieser auf den erstmöglichen Platz unter den Konkurrenten und der Gewinner nahm den Platz auf der Leiter ein.
Beim Endspiel hatten die Kandidaten je nach Schwierigkeitsgrad mehr oder weniger Zeit, "Willi" auf der Videowand zu fangen. 10 Sekunden vor Ablauf der Zeit änderte sich die Hintergrundfarbe der Videowand, um den Kandidaten auf das Zeitlimit hinzuweisen. Wurde das Spiel gewonnen, so gab es die Gewinnstufen, die dem Schwierigkeitsgrad entsprachen.

### Zufallsprinzip der Währungswahl
Am Ende der Sendung bekam die aus dem Endspiel hervorgegangene Gewinnerfamilie den erspielten Betrag ausbezahlt. Der Hamster Willi wurde in ein Labyrinth mit drei Ausgängen gesetzt; je nachdem durch welchen Ausgang er ging, bekam die Familie den Betrag in Deutscher Mark, Österreichischem Schilling oder einer geringwertigen, anderen europäischen Währung (z. B. Drachme, Lira) ausbezahlt.

## Produktion
Die Show erfunden hatte Jochen Filser. Produziert wurde sie vom Bayerischen Rundfunk und Österreichischen Rundfunk. Die erste Sendung wurde am 25. September 1986 in der Sporthalle Augsburg aufgezeichnet. 

## Rezeption
Einige Elemente der Show waren für die damalige Zeit gewagt. So wurde in einer Sendung der alte VW Passat eines jungen Kandidaten aus Österreich ohne dessen Wissen verschrottet, in einer anderen wurde die Punkrockband Die Toten Hosen zur Sendezeit in die Wohnung einer Kandidatenfamilie gelassen, um dort eine wilde Party zu feiern. Dem Postbeamten Heinrich Gronenberg wurde ein Irokesen-Schopf frisiert. Eine Frau musste über die geölten Körper einer Eishockey-Mannschaft kriechen. 1986 wurde die Sendung durch das Medienfrauentreffen mit dem Negativpreis Saure Gurke ausgezeichnet.
Die entsprechenden Kandidaten erhielten in der Sendung zwar eine großzügige Entschädigung (einen neuen VW Golf Cabrio im ersten erwähnten Fall, einen Wohnungs-, Aufräum- und Reinigungsdienst für ein Jahr im zweiten), dennoch wurde die Sendung während ihrer gesamten Laufzeit häufig als zu anarchisch und zu wenig familientauglich kritisiert. Dies war einer der wesentlichen Gründe dafür, dass sie trotz anhaltend hoher Einschaltquoten nach nur drei Jahren abgesetzt wurde.
Die österreichische Regisseurin Heide Pils begleitete in ihrer Reportage Star für eine Nacht die Mitglieder einer Grazer Familie, die als Kandidaten an der Show teilnahmen.